# Gunnar Hökmark
Anders Gunnar Hökmark (ur. 19 września 1952 w Ystad) – szwedzki polityk i ekonomista, były poseł do Riksdagu, deputowany do Parlamentu Europejskiego VI, VII i VIII kadencji.

## Życiorys
Ukończył w 1975 studia ekonomiczne na Uniwersytecie w Lund. W tym samym roku został oficerem rezerwy wojsk pancernych. Pracował w koncernie Unilever, był też dyrektorem wykonawczym zespołu doradczego „Timbro Idé” i dyrektorem instytutu badawczego
Zaangażował się w działalność polityczną w ramach centroprawicowej Umiarkowanej Partii Koalicyjnej. Od 1979 do 1984 pełnił funkcję przewodniczącego organizacji młodzieżowej tego ugrupowania. W okresie 1981–1983 prezesował Młodzieżowej Wspólnocie Demokratycznej (DEMYC). W latach 90. zajmował stanowisko sekretarza generalnego swojej partii. Został też przewodniczącym towarzystwa szwedzko-izraelskiego. Opublikował kilka pozycji książkowych, m.in. poświęconych tematyce europejskiej.
Między 1982 a 2004 sprawował mandat posła do szwedzkiego parlamentu. Na początku lat 90. popierał dążenia niepodległościowe Litwy, Łotwy i Estonii, organizując w Sztokholmie w każdy poniedziałek wiece, odbywające się aż do czasu uzyskania przez te państwa suwerenności.
W 2004 został wybrany na eurodeputowanego, w PE VI kadencji pełnił funkcję wiceprzewodniczącego grupy EPP-ED. W wyborach europejskich w 2009 i 2014 skutecznie ubiegał się o reelekcję.